# Philip Kearny
Pour les articles homonymes, voir Kearny.
Philip Kearny, Jr. (2 juin 1815 – 1er septembre 1862) est un officier de l'Armée de terre des États-Unis célèbre pour ses actions durant la guerre américano-mexicaine et la guerre de Sécession. Il est mort au combat lors de la bataille de Chantilly, un affrontement sanglant tout près des murs de Washington, qui arrête la poussée confédérée et marque la fin de la campagne de Virginie Septentrionale.

## Débuts
Kearny est né à New York dans une famille prééminente. En effet son père, Philip Kearny Sr, un financier qui dirigeait son agence de change et sortait de Harvard, était un des cofondateurs du New York Stock Exchange (la bourse de New York), et sa mère, Susan Watts, était la fille de John Watts, qui fut le dernier royal recorder de New York et possédait des navires, des usines, des banques et des immeubles de rapport. Les parents de Kearny moururent jeunes, et il fut élevé par son grand-père.
Très tôt, Kearny a une préférence pour la carrière militaire. Cependant son tuteur lui fait faire des études de droit : le jeune homme sort du Columbia College (université Columbia) avec son diplôme de droit en 1833.
En 1836, à la mort de son grand-père, Kearny se trouve à la tête d'une fortune de plus d'un million de dollars et décide de se consacrer à sa vocation. Il obtient un poste de sous-lieutenant au 1st US Dragoons, dont le colonel était son oncle Stephen W. Kearny et dont le général était Jefferson Davis. Le régiment est posté sur La Frontière, à l'Ouest.
En 1839, Kearny est envoyé en France pour y étudier les méthodes de combat de la cavalerie française. Il séjourne à l'école de cavalerie de Saumur, et prend part à la guerre en Algérie avec les Chasseurs d'Afrique. Il charge à la façon des chasseurs (pistolet et sabre en mains, rênes tenues dans les dents), et acquiert le surnom de « Kearny le Magnifique ». Il participe en tant qu'aide de camp honoraire d'Henri d'Orléans, à l'expédition des Portes de Fer. Fort de son expérience, Kearny, de retour aux États-Unis fin 1840, rédige un manuel pour la cavalerie.
Il est ensuite nommé aide de camp du général Alexander Macomb (1782 - 1841), et à la mort de Macomb, après quelques mois de garnison à Carlisle (Pennsylvanie), Kearny devient aide de camp du général Winfield Scott. Il retourne aussi sur la frontier : il participe à l'expédition vers la Passe Sud de l'Oregon Trail en 1845.

### Guerre américano-mexicaine

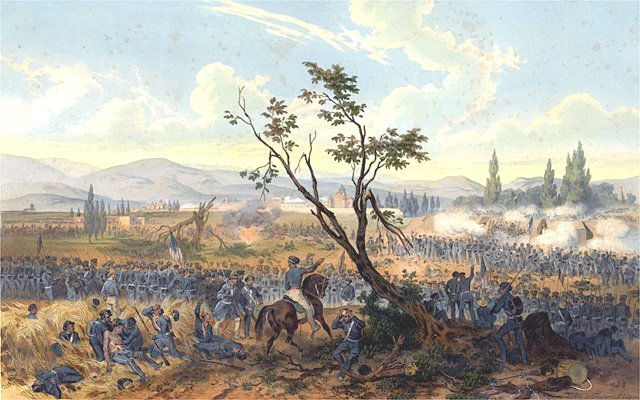
Après la bataille de Churubusco (20 août 1847), le capitaine Kearny dut être amputé du bras gauche. Cette peinture de Carl Nebel montre d'ailleurs l'arrière de la ligne de front, là où les blessés et les morts sont nombreux.

En 1846, Kearny, qui faute d'action venait de démissionner, reprend du service un mois plus tard quand la guerre avec le Mexique éclate. On le charge de recruter une compagnie de cavaliers pour le 1st Dragoons à Terre Haute (Indiana), et il forme la compagnie F sans ménager ses propres deniers : ses hommes montent 120 chevaux gris pommelé, tous semblables, qu'il a payés lui-même. Sa compagnie, d'abord cantonnée sur le Río Grande, devient vite la garde personnelle du général Winfield Scott, commandant en chef du corps expéditionnaire des États-Unis au Mexique. Kearny est nommé capitaine en décembre 1846.

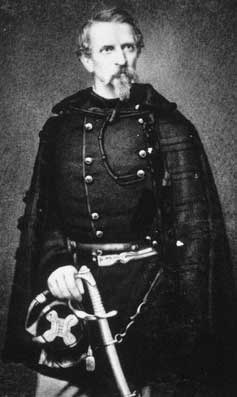
Philip Kearny. Le manteau cache le bras amputé ; la barbiche « à l'impériale » et le petit shako étaient à la mode chez les militaires, même hors de France, dans la seconde moitié du XIXe siècle.

Kearny et ses cavaliers participent à la bataille de Contreras et, le lendemain, à la bataille de Churubusco, tout près de Mexico. À Churubusco, Kearny, qui conduit une charge audacieuse, est blessé au bras gauche par la mitraille, et doit être amputé. Sa réputation grandit : Scott dit de lui qu'il est « un soldat parfait », « l'homme le plus brave que j'aie jamais vu. » Kearny reprend sa place au régiment, et il est même le premier à franchir les portes de Mexico quand les Américains y pénètrent.

### Démission et enrôlement en France
Après la guerre, Kearny travaille à New York dans le service de recrutement de l'armée ; il reçoit une épée d'honneur offerte par le Union Club of the City of New York (un club social qui se targue d'être le 2e créé aux États-Unis) et est nommé major.
En 1851, il participe à une expédition contre les Amérindiens de la tribu de Rogue River (Oregon). Il s'est marié en 1842, mais son couple périclite ; par ailleurs, il est mécontent de la lenteur avec laquelle sa carrière progresse, et il démissionne de l'armée (octobre 1851).
Kearny voyage alors, et fait le tour du monde : Chine, Ceylan, France. À Paris il entame une liaison avec Agnes Maxwell, une New-yorkaise, mais ne peut l'épouser : sa femme légitime refuse le divorce. En 1854, Kearny a un accident de cheval, et Agnes vient habiter chez lui pour le soigner. Mais, devant la réprobation de la bonne société new-yorkaise, qui est choquée par ce concubinage, Kearny et sa compagne décident de déménager. Ils habiteront dans le New Jersey, de l'autre côté de la rivière Passaic, que Bellegrove, leur nouvelle résidence, domine ; elle est en fait peu éloignée de Newark, le berceau de la famille Kearny. En 1858, la femme de Kearny accepte de divorcer.
Kearny et sa nouvelle épouse vivent alors à Paris. En 1859, Kearny rejoint les chasseurs d'Afrique, et participe en Italie à la guerre contre l'Autriche. Lors de la bataille de Solférino, il charge avec la cavalerie de la Garde Impériale, qui, sous le général Louis-Michel Morris (qu'il avait connu aux Chasseurs d'Afrique), enfonce le centre autrichien. Pour cette action, il reçoit la Légion d'honneur (il est le premier Américain à recevoir cette distinction) et la Médaille commémorative de la campagne d'Italie (1859).

## Guerre de Sécession
En 1861, à la déclaration de guerre, Kearny est nommé brigadier general. L'US Army avait hésité à le reprendre en service actif, mais le désastre de la première bataille de Bull Run démontra largement l'utilité d'officiers d'expérience, fussent-ils mutilés de guerre dans l'armée de l'Union. Kearny entraîne au combat la First New Jersey Brigade et son action est si efficace que cette brigade d'infanterie se comportera superbement plus tard, en particulier lors de la bataille de Glendale.
Kearny, que George McClellan, le général en chef de l'armée du Potomac (nordiste) a nommé (malgré ses réticences à quitter ses soldats du New Jersey) à la tête de la 3e division du IIIe Corps d'armée le 30 avril 1862, conduit en personne ses hommes au combat : bataille de Williamsburg (5 mai 1862), bataille de Fair Oaks. À Williamsburg, alors que la contre-attaque des confédérés de James Longstreet va déborder le flanc gauche des Unionistes, Kearny accourt avec sa brigade et mène ses hommes à l'assaut : il leur crie : « Je suis un baroudeur manchot du Jersey, suivez-moi ! » Il charge en tête, épée au poing, rênes aux dents, et crie : « Ne vous faites pas de souci, les gars, c'est sur moi qu'ils vont tirer ! »

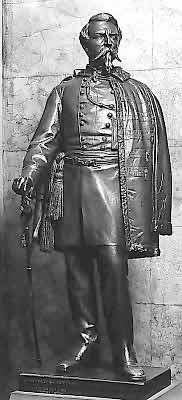
Statue de bronze de Kearny au Capitole de Washington D.C..

Pendant la campagne de la Péninsule, celui que les ennemis ont surnommé « One-armed devil » obtient le respect de tous, soldats comme officiers, par son courage, et il s'oppose souvent à George McClellan, ; il refuse en particulier d'obéir aux ordres, qu'il pense injustifiés, de faire retraite. Ainsi, après la bataille de Malvern Hill, une victoire unioniste, McClellan donne à ses troupes l'ordre de reculer, et Kearny proclame : 

« Moi, Philip Kearny, vieux soldat, je déclare protester solennellement contre cet ordre de faire retraite. Au lieu de nous retirer, nous devrions poursuivre l'ennemi et prendre Richmond. Et, pleinement conscient de la responsabilité que j'assume, je déclare à tous que cette décision de se retirer ne peut avoir pour motif que la lâcheté ou la trahison. »

C'est pendant l'été 1862 que Kearny a l'idée de créer le premier insigne de corps : un morceau de tissu rouge arboré sur la casquette, qui permettait aux soldats de se reconnaître comme membres de la même unité. Le badge fut très volontiers adopté par les hommes et se répandit dans les autres unités. Joseph Hooker — qui lui aussi critiquait vivement la mollesse de George McClellan — en reprit l'idée, qui fut généralisée à tous les corps d'armée par le général Daniel Butterfield, avant que l'insigne ne soit finalement porté sur la manche.
Kearny est promu major-general le 4 juillet 1862, mais sa joie est ternie par la mort de son fils Archibald, né en 1861. Selon le capitaine G.W. Wilson, de l'état-major du général Hiram Gregory Berry, lorsqu'il prend connaissance de sa nomination, il s'indigne et considère comme une insulte la date pour lui et sa division. Il aurait préféré qu'elle soit datée d'une bataille à laquelle sa division a pris part.

## Mort

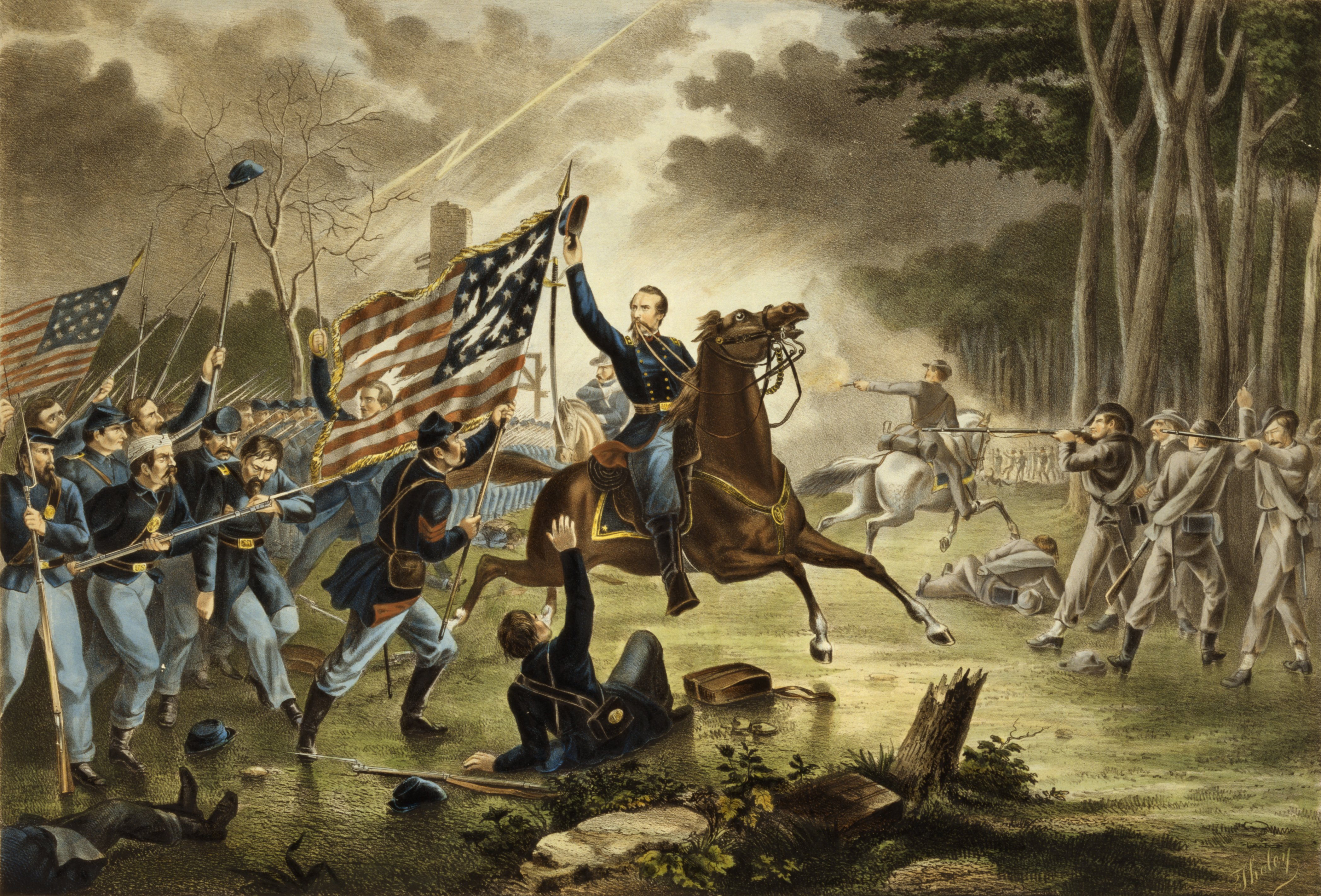
Kearny ne mourut pas lors d'une charge, mais lors d'une reconnaissance. Moins stéréotypée que les lithos de Currier and Ives, cette image présente néanmoins les classiques invraisemblances patriotiques. Kearny, rênes au dents, est cependant bien représenté, de même que l'orage et les soldats gris dépenaillés, aux grands feutres mous, qui rechargent frénétiquement leur fusil. L'un d'eux vise Kearny, pendant qu'un de leurs officiers décharge son revolver sur les soldats nordistes.

Fin août 1862, lors de la seconde bataille de Bull Run, l'Armée de Virginie (unioniste) commandée par John Pope est presque mise en déroute par  l'Armée de Virginie du Nord (sudiste) dirigée par Robert Lee. Les nordistes reculent vers Washington, et à Chantilly (comté de Fairfax, nord de la Virginie), à quelques milles seulement de leur capitale, livrent un combat de retardement pour échapper à la manœuvre d'encerclement lancée par Stonewall Jackson.
La bataille de Chantilly se déroule le 1er septembre dans des conditions épouvantables. Les soldats épuisés par les combats des jours précédents se livrent un corps à corps dans la boue, souvent à l'arme blanche car un orage terrible rend inutilisables beaucoup d'armes à feu.
Dans l'après-midi John Pope a donné à Kearny l'ordre d'aller assister Isaac Stevens. Sous les éclairs et une pluie diluvienne, Kearny veut aller reconnaître une brèche dans la ligne sudiste ; un de ses officiers le met en garde, et il lui répond : « La balle qui peut me tuer n'est pas encore fondue. » Quand Kearny tombe sur une escouade de sudistes qui l'entoure et lui crie de se rendre, il fait volter son cheval pour s'enfuir. Une balle l'atteint et le tue.
L'article « Notre marche contre Pope » paru dans le magazine Century en février 1886, James Longstreet décrit ainsi l'événement :

« Alors que nous (Jackson et Longstreet) arrivions là-bas, le général Kearny, un officier de l'Union, s'avança, cherchant sa ligne qui avait disparu. Il pleuvait dans les bois et le jour déclinait; c'est pourquoi un fédéral ne pouvait pas être distingué facilement d'un confédéré. Kearny ne semblait pas savoir qu'il était dans les lignes confédérées, et nos hommes n'avait pas remarqué qu'il était un fédéral. Il commença à s'enquérir du commandement, et peu de temps après nos hommes virent qu'il était un officier de l'Union. À cet instant, il comprit où il était. On lui demanda de se rendre mais au lieu le faire, il fait tourner son cheval, s'aplatissant sur l'encolure de son cheval, plantant ses éperons dans les flanc et se retirant en vitesse. Instantanément, une demi-douzaine de coups de feu claquèrent, et avant qu'il ne fasse trente pas, le pauvre Kearny tomba. »

Une version légèrement différente des événements : Kearny reçoit un message du général David B. Birney : il y aurait une brèche dans la ligne ennemie. Kearny part à cheval la reconnaître. Mais dans un champ de maïs il se trouve face à face avec des fantassins sudistes, qui crient : « Un officier yankee ! Tirez-lui dessus ! » Kearny ignore leur ordre de stopper, et tombe fauché par une salve tirée par les hommes du 49e Georgie.[réf. nécessaire]

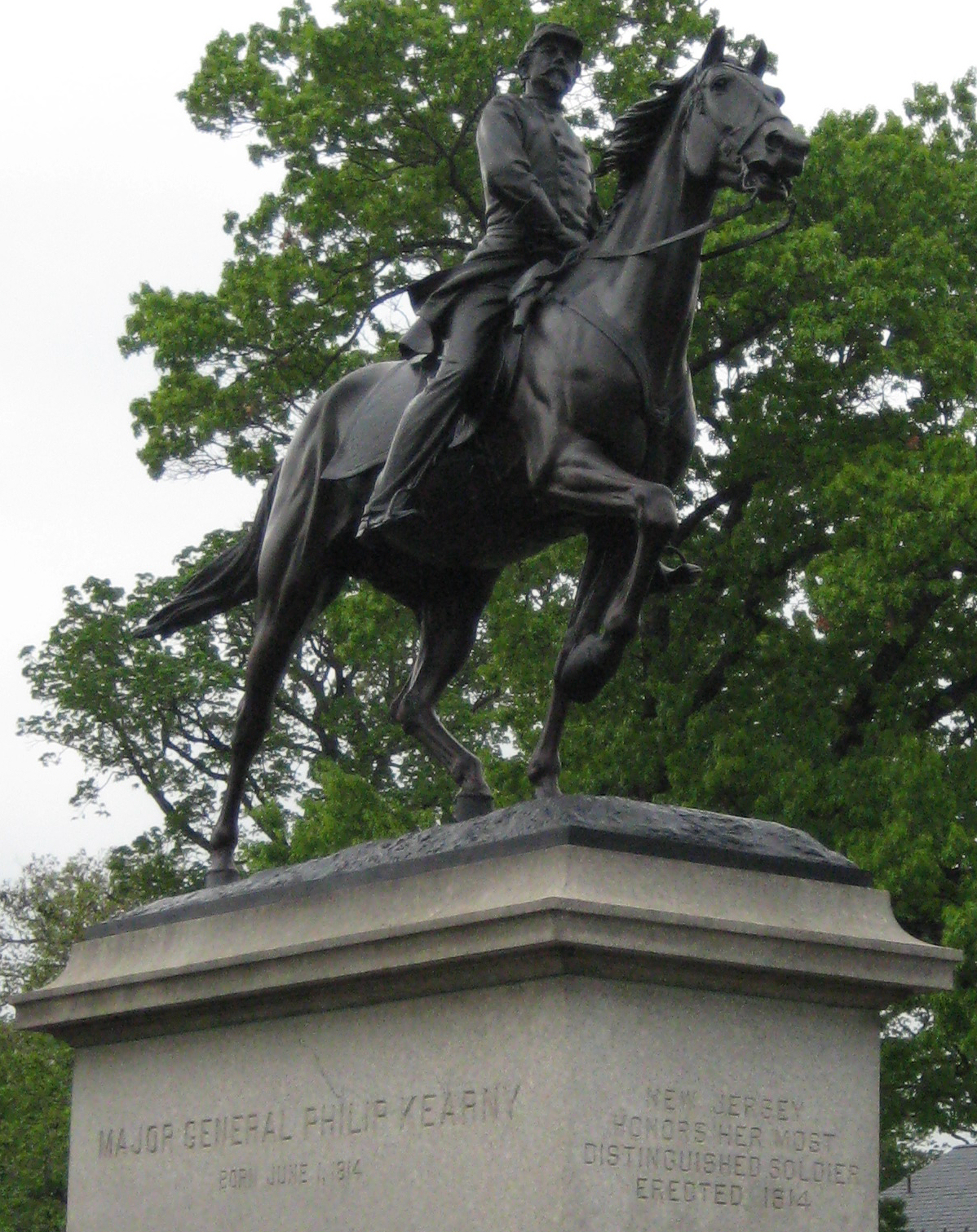
Statue de Philip Kearny au cimetière national d'Arlington.

À la nuit, le major général confédéré A.P. Hill va reconnaître le corps avec une lanterne et s'exclame : « Vous avez tué Philip Kearny, il méritait mieux que de mourir dans la boue… »
Un autre maor général unioniste, Isaac Stevens, fut tué à Ox Hill le même jour, alors qu'il contre-attaquait, drapeau en main, à la tête de ses Cameron Highlanders.
Lee rendit le corps de Kearny aux nordistes, avec une lettre de condoléances. Il fut enterré au cimetière de Trinity Churchyard à New York. Des rumeurs couraient alors à Washington, selon lesquelles Abraham Lincoln était sur le point de nommer « Kearny le Magnifique » à la place de George McClellan.

## Décorations

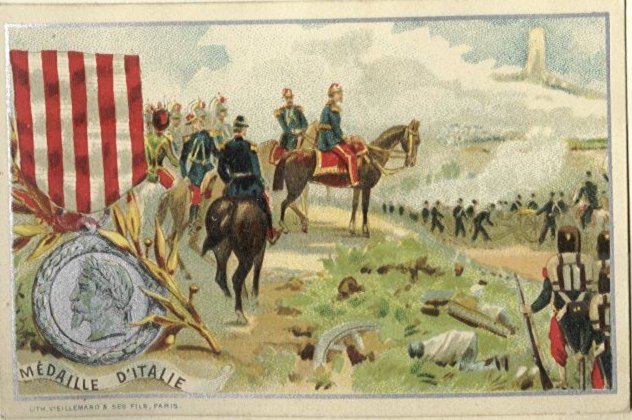
Cette image réunit une représentation de la Médaille d'Italie et une copie du tableau de JLE Meissonier Napoléon III à Solférino.

Pour son courage en Italie, Kearny reçut la Légion d'honneur (il fut le premier Américain à la recevoir), et la médaille commémorative de la campagne d'Italie (1859).
Après sa mort, David B. Birney (son successeur à la tête de la Ire Division du IIIe Corps d'Armée, commandé par Daniel Sickles) et ses collègues officiers décidèrent de décerner la Kearny Medal aux soldats ayant fait preuve d'un courage exceptionnel. Cette médaille non officielle mais extrêmement valorisante devint la Kearny Cross (en) et n'exista que pendant la durée de la guerre de Sécession. Il s'agit d'une croix pattue en bronze de 42 mm de haut, suspendue à un ruban rouge, portant en son centre un cercle sur lequel est gravé le nom « Kearny », et en périphérie une couronne d'émail noir avec la citation « Dulce et decorum est pro patria mori » (« Il est doux et noble de mourir pour la patrie »).

## Mémoire

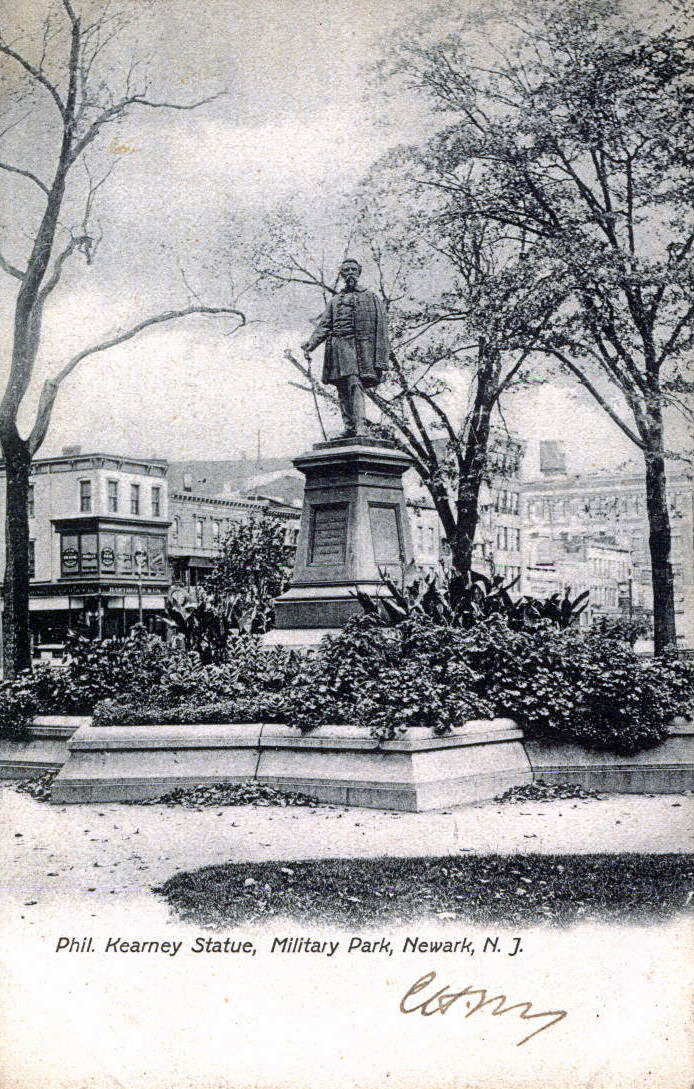
Statue de Kearny dans Military Park, à Newark (New Jersey)

En 1912 eut lieu la cérémonie de transfert des restes de Kearny au cimetière d'Arlington. Le convoi était mené par Charles F. Hopkins, un soldat qui avait servi 50 ans plus tôt sous Kearny dans la First New Jersey Brigade et avait été décoré de la Medal of Honor.

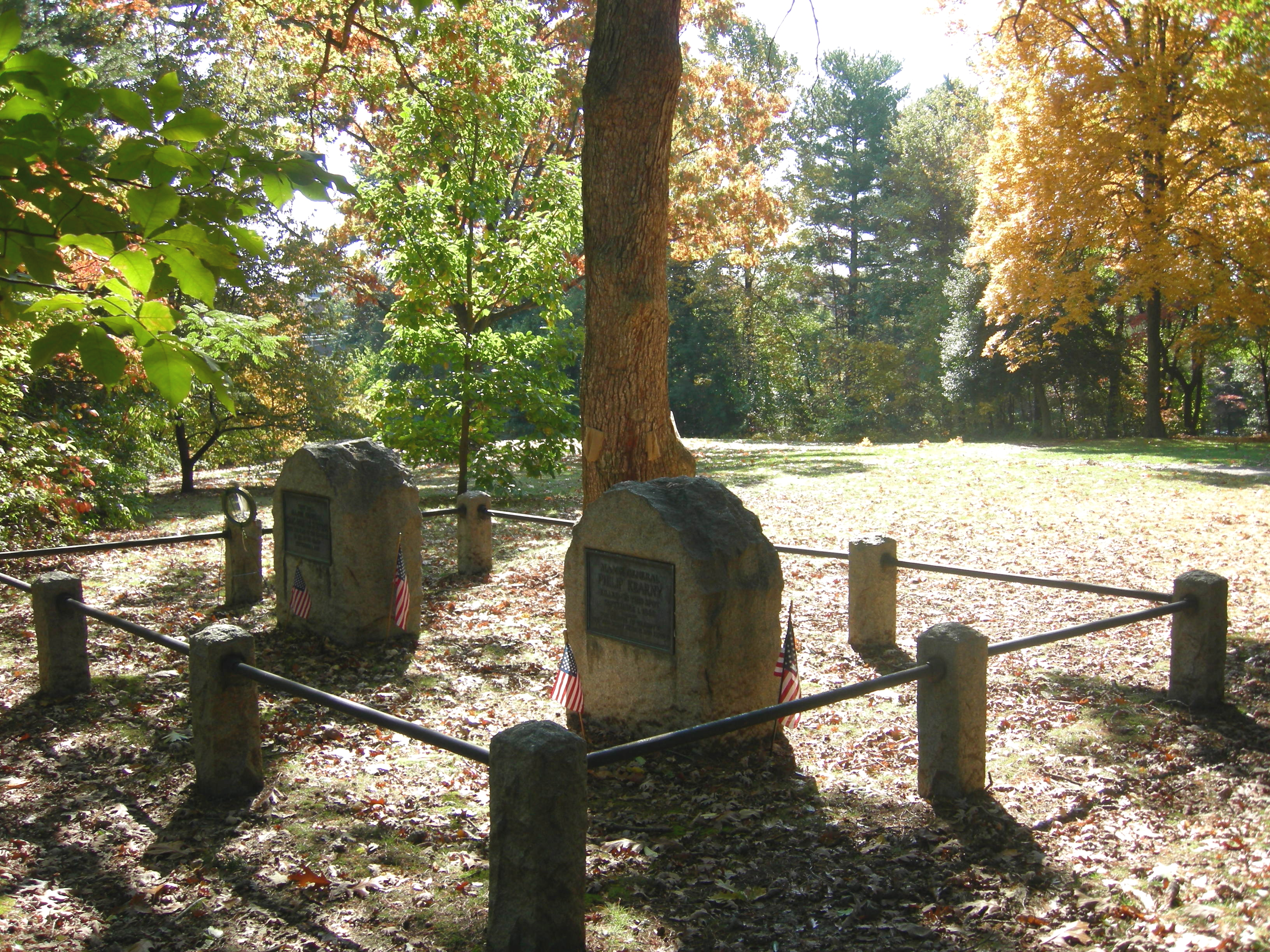
Deux cénotaphes élevés dans lOx Hill Battlefield Park en l'honneur de deux majors généraux tués lors de la bataille de Chantilly : à gauche celui de Isaac Stevens, à droite celui de Philip Kearny.

La ville de Kearny (comté de Hudson, New Jersey) a été nommée en son honneur. Le Musée Kearny y expose des meubles et des souvenirs provenant de sa maison de Bellegrove. Une statue située devant la Poste lui est dédiée.
Un fort faisant partie des défenses des faubourgs nord de (Washington D.C.) a été aussi nommé en son honneur ; il est situé près de Tenleytown, DC. Dans le Wyoming un fort baptisé « Fort Phil Kearny » fut célèbre lors de la ruée vers l'or : c'est de là que partirent les troupes annihilées par les Sioux Oglalas et Lakotas lors du « massacre de Fetterman » durant la guerre de Red Cloud.
En novembre 1914 une statue équestre de Kearny fut inaugurée au cimetière militaire d'Arlington par le président Woodrow Wilson ; elle a été restaurée en 1996 par le General Philip Kearny Memorial Committee, une association de bénévoles du New Jersey qui a pour but de maintenir la mémoire de Philip Kearny.
Autres statues de Kearny : celle le représentant comme symbole du New Jersey, dans la National Statuary Hall Collection au Capitole ; celle du Military Park à Newark (New Jersey) ; un petit monument qui lui est dédié près de l'endroit où il mourut, sur le champ de la bataille de Chantilly ; au mémorial de la bataille de Gettysburg, sur un bas relief exaltant la First New Jersey Brigade, le souvenir du chef émérite que fut Kearny (mort 10 mois avant Gettysburg) est aussi rappelé.
Le comté de Kearny dans le Kansas a été nommé en son honneur — de même que la public school « General Philip Kearny » de Philadelphie (baptisée ainsi en 1921) — et le Liberty ship SS Philip Kearny, lancé pendant la Seconde Guerre mondiale.